# Black & White 2
Black & White 2 är en blandning mellan realtidsstrategi, stadsbyggarspel och så kallat gudsspel från 2005. Speldesignen kommer från Peter Molyneux, som även gjorde föregångaren Black & White, och Ron Millar, tidigare anställd av Blizzard Entertainment, som har arbetat med titlar som StarCraft och Warcraft II: Tides of Darkness.

## Gameplay
Spelet går ut på att spelaren är en gud, åkallad från himmelen av en desperat bön om hjälp. Spelaren är inte en gud i meningen omnipotent och monoteistisk, utan snarare en gud som står och faller med dess troenden. Spelaren har även ett djur, deras fysiska representation i världen i form av en antropomorfisk ko, lejon, apa eller varg. Den kan växa i storlek och anta en egen god eller ond personlighet separat mot spelaren. De kan utveckla sina egna karaktärsdrag och färdigheter genom att spelaren belönar eller bestraffar den efter dess handlingar.
Utmed gudssimulation- och stadsbyggarelementen från Black & White, har Black & White 2 också element såsom realtidsstrategi och kontrollerbar krigföring. Spelaren har även en mer konventionell HUD som informerar spelaren om dess djurs sinneslag, effekten från sina handlingar, sina samhällens status och så vidare.
Det enda sättet för spelaren att direkt påverka världen är med hjälp av en hand som styrs av spelaren. På detta sätt kan spelaren plocka upp bybor, träd, mat, påverka marken och frammana mirakel. Varje mirakel kostar en viss mängd "Prayer Power" (i princip mana) som spelaren tjänar genom att byborna tillber denne.
Ett av spelets mest innovativa inslag är att användargränssnittet i stort sett saknar knappar. HUD:en är mycket enklare, i jämförelse med andra spel så som The Sims och Rollercoaster Tycoon, och spelaren ser inte mycket mer än spelvärlden, sin hand och ett verktygsbälte som kan minimeras. För att göra saker som att kasta ett mirakel rör spelaren markören i ett speciellt mönster, kallat gest. Beroende på vilket sorts mönster spelaren förde markören får denne ett mirakel som är klar att användas direkt, under förutsättning att spelaren har råd med det. Det finns 6 olika mirakel: eld, åska, vatten, luft, helande och meteor. Dessa kan var och en användas på flera olika sätt beroende på om spelaren släpper, häller eller kastar miraklet. Till exempel luft: Om spelaren kastar eller släpper luften skapas en tryckvåg som får soldater och bybor att flyga iväg. Om spelaren däremot "häller ut" luften skapar det en skyddande vind, likt en sköld, som kan skydda allt från ett mindre bostadshus till en hel stad. Sen finns det 4 episka under som är: siren, orkan, jordbävning och vulkan.